# Mike Stojanović
Momčilo "Mike" Stojanović (en serbio cirílico: Момчило Мајк Стојановић, pronunciación serbia: [mǒmtʃilo mǎjk stojǎːnoʋitɕ]; Lapovo, Yugoslavia, 27 de enero de 1947-Toronto, Canadá; 18 de noviembre de 2010) fue un delantero de fútbol profesional que jugaba principalmente en la NASL y para la selección nacional canadiense.
Fue incluido en el Salón de la Fama de la Asociación Canadiense de Fútbol el 6 de junio de 2009. El 7 de agosto de 2009, en una ceremonia previa al partido, el club Serbian White Eagles retiró el número 9 que usó Stojanović cuando jugaba en el equipo, este es el único número que el club se ha retirado.
El 18 de noviembre de 2010 (a los 63 años), murió en Toronto después de una batalla contra el cáncer de estómago. Está enterrado en el Monasterio de la Santa Transfiguración Ortodoxa Serbia en Milton.

## Trayectoria
La carrera en su tierra natal Yugoslavia, jugó para Radnički Kragujevac y Vardar Skopje, que en ese momento formaban parte de la Primera Liga Yugoslava. Ambos clubes compiten actualmente en las principales ligas de fútbol profesional de sus respectivos países (Serbia y Macedonia, respectivamente).
Jugó con los Rochester Lancers (1976-1980), anotó 17 goles, lo que lo convirtió en el cuarto máximo goleador de la NASL como novato en 1976.
Su temporada más productiva fue en 1981 cuando terminó tercero con 23 goles y 52 puntos mientras jugaba para los San Diego Sockers (1981-1982) y fue nombrado Jugador del Año de la NASL.
También jugó para San Jose Earthquakes (1982). Igualmente jugó para un club con sede en Toronto, el Serbian White Eagles FC de 1974 a 1975.

## Selección nacional
Tenía 33 años cuando jugó su primer partido internacional con la selección absoluta de Canadá el 15 de septiembre de 1980 en Vancouver (una victoria por 4-0 sobre Nueva Zelanda), anotando en su debut.

### Goles internacionales
| Gol | Fecha                    | Estadio                                      | Adversario        | Puntuación | Resultado | Competición                                |
| --- | ------------------------ | -------------------------------------------- | ----------------- | ---------- | --------- | ------------------------------------------ |
| 1.  | 15 de septiembre de 1980 | Empire Stadium, Vancouver                    | Nueva Zelanda     | 4-0        | 4-0       | Partido amistoso                           |
| 2.  | 18 de octubre de 1980    | Exhibition Stadium, Toronto                  | México            | 1-0        | 1-1       | Clasificación para la Copa Mundial de 1982 |
| 3.  | 12 de octubre de 1981    | Skinner Park, Puerto España                  | Trinidad y Tobago | 3-0        | 4-2       | Partido amistoso                           |
| 4.  | 2 de noviembre de 1981   | Estadio Nacional de Tegucigalpa, Tegucigalpa | El Salvador       | 1-0        | 1-0       | Clasificación para la Copa Mundial de 1982 |
| 5.  | 6 de noviembre de 1981   | Estadio Nacional de Tegucigalpa, Tegucigalpa | Haití             | 1-1        | 1-1       | Clasificación para la Copa Mundial de 1982 |

## Clubes
| Club                 | País           | Año       |
| -------------------- | -------------- | --------- |
| Morava Velika Plana  | Yugoslavia     | 1966-1969 |
| Radnički Kragujevac  | Yugoslavia     | 1969-1973 |
| Vardar Skopje        | Yugoslavia     | 1973-1974 |
| Serbian White Eagles | Canadá         | 1974-1975 |
| Rochester Lancers    | Estados Unidos | 1976-1980 |
| Hartford Hellions    | Estados Unidos | 1979-1980 |
| San Diego Sockers    | Estados Unidos | 1981-1982 |
| San Jose Earthquakes | Estados Unidos | 1982      |

## Palmarés

### Títulos nacionales
| Título                 | Equipo               | País   | Año  |
| ---------------------- | -------------------- | ------ | ---- |
| National Soccer League | Serbian White Eagles | Canadá | 1974 |